# جان لایت
جان لایت (انگلیسی: John Light) بازیگر اهل انگلستان است. وی دانش‌آموختهٔ آکادمی موسیقی و هنرهای نمایشی لندن است.
از فیلم‌ها یا مجموعه‌های تلویزیونی که وی در آن‌ها نقش داشته است، می‌توان به پدر براون، دور دنیا در ۸۰ روز، جوخه برادران و بررسی رابطه جنسی اشاره نمود.